# Дульсе
Пальмарія пальмата, також дульсе, ділліск або ділск (від ірландської/гельської duileasc/duileasg), червоне дульсе, пластівці морського салату або креатнах — це червона водорість (Rhodophyta), яку раніше називали Rhodymenia palmata. Зростає на північних узбережжях Атлантичного та Тихого океанів. Це добре відома закуска. В Ісландії, де вона відома як [ˈsœːl̥], вона була важливим джерелом харчових волокон протягом століть.

## Історія
Найдавніші дані про цей вид є на острові Йона, Шотландія, де християнські ченці збирали її понад 1400 років тому.

## Опис
Прямостоячий листок дульсе зростає, прикріплений його дискоїдною скобою і коротким непомітним стайпом епіфітно на стайпі ламінарії або на скелях. Вайя варіюється за формою та кольором від глибокого трояндного до червонувато-фіолетового і досить шкірясті за фактурою. Плоска фоліозна стеблина поступово розширюється і ділиться на широкі сегменти розміром до 50 сантиметрів (20 дюйм) завдовжки та 3—8 см (1,2—3,1 дюйм) завширшки, яка може нести плоскі клиноподібні розростання від краю. Лопать складається із зовнішньої кори дрібних клітин, що охоплює довгастий мозок більших клітин завтовшки до 0,35.
Посилання на Rhodymenia palmata var. mollis в Абботта та Голленберга (1976), тепер вважається, що мова йде про інший вид: Palmaria mollis (Setchel et Gardner) van der Meer et Bird.
Дульсе подібна до іншої водорості, Dilsea carnosa, але Ділсеа більш шкіряста з лезами до 30 см (12 дюйм) завдовжки та 20 см (7,9 дюйм) завширшки. На відміну від P. palmata, вона не розгалужена і не має розростання або гілок від краю листя, хоча старі лопаті можуть ділитися.

## Історія життя
Повна історія життя не була повністю пояснена до 1980 р. У життєвій історії є дві фази, тобто це дводомні, чоловічі та жіночі рослини ростуть окремо. Великі рослини чоловічі або мають спорангії. Жіночі рослини дрібні, менше 1 мм) і стають після запліднення диплоїдною рослиною. Тетраспори трапляються в розсіяних ділянках сорусу (спор) на зрілій стеблині, диплоїдній стеблині. Спермальні соруси трапляються розкиданими по більшій частині листя гаплоїдної (одноклітинної) чоловічої рослини. Жіночий гаметофіт дуже малий низькорослий або інкрустований, карпогонія, жіноче ядро, очевидно, трапляється у вигляді одиничних клітин у молодих рослин. Чоловічі рослини схожі на стеблину і виробляють сперматію, яка запліднює карпогонію жіночої кірки. Дорослий Тетраспорафіт мейозично виробляє тетраспори вчетверо.

## Екологія
P. palmata трапляється із зростанням від середини припливу в припливну зону (область між приливом та відливом) завглибшки до 20 м або більше в захищених та відкритих берегах.

## Кулінарне використання

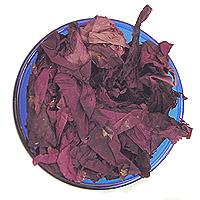
Дульсе

Дульсе зазвичай використовується як їжа та ліки в Ірландії, Ісландії, Атлантичній Канаді та на північному сході США. Ії можна знайти в багатьох магазинах здорової їжі або рибних ринках, і її можна замовити безпосередньо у місцевих дистриб'юторів. У деяких країнах його також використовують як корм для тварин.
Дульсе є хорошим джерелом мінералів та вітамінів у порівнянні з іншими овочами, містить усі мікроелементи, необхідні людині, і має високий вміст білку. Дульсе містить йод, який запобігає зобу.
Зазвичай він трапляється з червня по вересень і може бути зібраний вручну, коли приплив закінчується. Вибравши, невеликих равликів, шматочки шкаралупи та інші дрібні частинки можна промити або обтрусити з рослини, а потім розподілити насухо. Деякі збирачі можуть перетворити його один раз і скрутити у великі тюки, щоб потім їх упакувати.
Свіжу дульсе можна з'їсти безпосередньо біля скель перед висиханням на сонці. Висушену на сонці дульсе їдять, як є, так і перетирають у пластівці або порошок. При використанні в кулінарії властивості дульсу подібні до властивостей підсилювача смаку. В Ісландії традиція їсти його з маслом . Її можна швидко обсмажити на сковороді до чипсів, запекти в духовці, покриті сиром, із сальсою, або просто швидко в мікрохвильовій печі. Її можна використовувати в супах, тушкованій рибі з гарніром, бутербродах та салатах або додавати у хліб чи тісто для піци. Дрібно нарізану кубиками, її можна використовувати як підсилювач смаку в м'ясних стравах, таких як чилі кон карне, замість глутамату натрію .
В Ірландії дульсе можна використовувати для приготування «білого содового хліба». У місті Баллікасл, Північна Ірландія, він традиційно продається на ярмарку Улд Ламмас. Вона особливо популярна вздовж дороги гігантів. Хоча це швидко вмираюча традиція, багато хто набуває власної дульсе. Уздовж узбережжя Ольстеру від графства Даун до графства Донегол її їдять сушеною та невареною як закуску. Ії зазвичай називають диліском на західному узбережжі Ірландії. Диліск зазвичай сушать і продають як закуску з кіосків у приморських містах продавці барвінків.

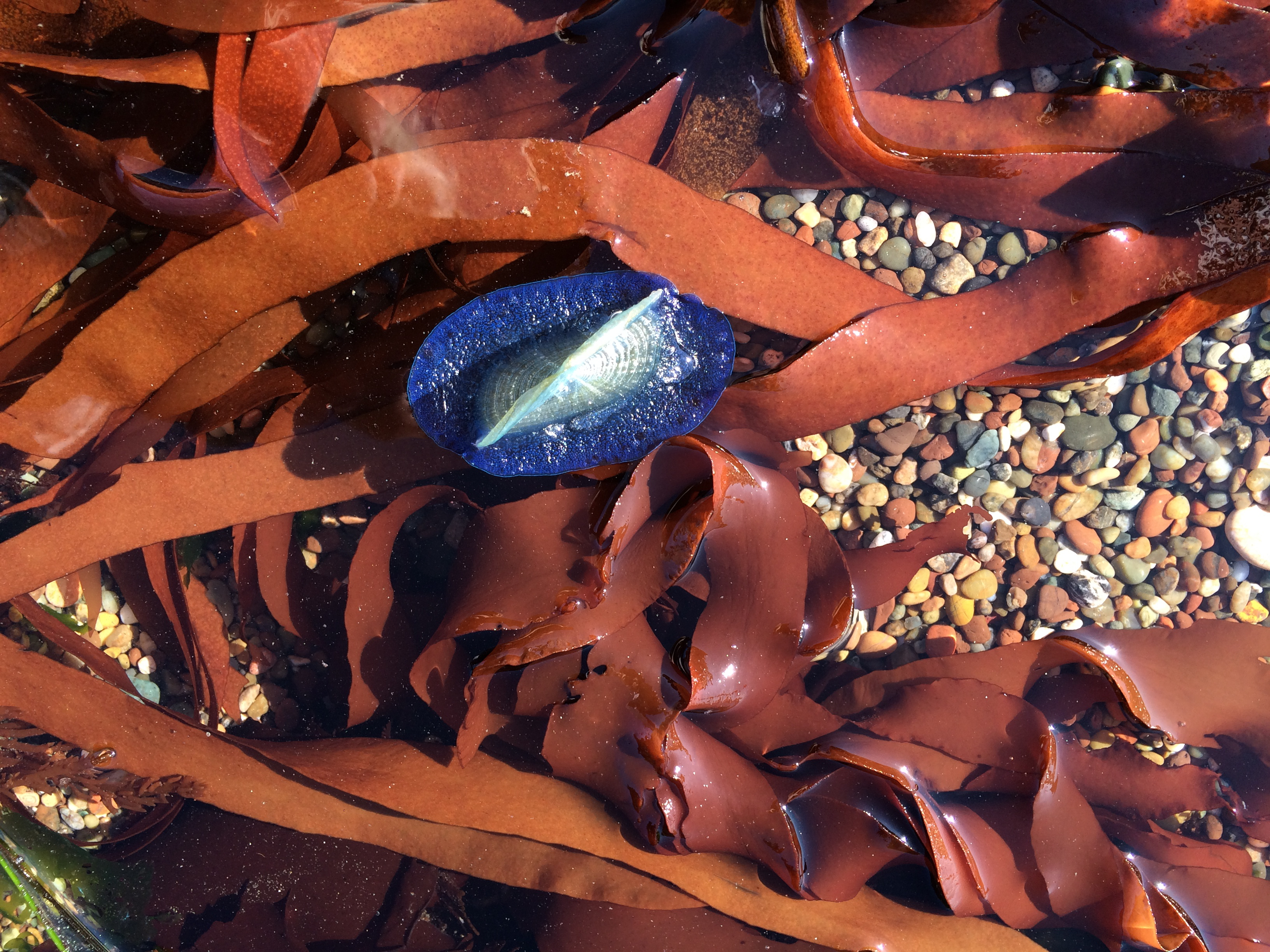
Вєлєлла&Пальмарія пальмата, пляж Мунстоун, Кембрія, Каліфорнія

Дослідники Морського наукового центру Гетфілда Університету штату Орегон обрали швидко зростаючий вид тихоокеанської дульсе (P. mollis). Спочатку вона призначена як корм для вирощування морського вушка, і вони стверджують, що їхні морські водорості мають смак бекону при смаженні.

## Поширення
P. palmata — єдиний вид пальмарії, що трапляється на узбережжі Атлантичної Європи. Її можна знайти від Португалії до узбережжя Балтії, узбережжя Ісландії та Фарерських островів. Зростає також на берегах Арктики Росії, Арктики Канади, Атлантичної Канади, Аляски, Японії та Кореї. Документація П. palmaria з Каліфорнії насправді є Palmaria mollis.

## Паразити та хвороби
Відомо, що гали, які продукуються паразитичними нематодами, копеподами або бактеріями, заражають ці рослини. Вони були записані як «вирости тканини, що утворюються в присутності … тварини».

## Подальше читання
- Grubb, V.M. 1923. Preliminary note on the reproduction of Rhodymenia palmata, Ag. Annals of Botany 37: 151–52.
- Pueschel, C.M. 1979. Ultrastructure of the tetrasporogenesis in Palmaria palmata (Rhodophyta). Journal of Phycology 15: 409—424.
- South, G.R. and Hooper, R.G. 1980. A Catalogue and Atlas of the Benthic Marine Algae of the Island of Newfoundland. pp. 1–136. Memorial University of Newfoundland Occasional Papers in Biology.
- Lennon, B.W. and Doyle, E. Wild Food. The O'Brien Press, Dublin. ISBN 978-1-84717-467-3